# Joe Neguse
Joseph D. Neguse, dit Joe Neguse (nom prononcé en anglais : /nəˈɡuːs/), né le 13 mai 1984 à Bakersfield (Californie), est un avocat et homme politique américain, membre du Parti démocrate. Il représente le 2e district congressionnel du Colorado à la Chambre des représentants des États-Unis depuis 2019.

## Biographie
Joe Neguse est le fils d'un couple d'immigrants originaires d'Érythrée qui viennent s'installer dans le Colorado et se fixent à Boulder. Il suit des études à l'université du Colorado et obtient un baccalauréat universitaire en science politique et économie en 2005, suivi d'un diplôme en droit quatre ans plus tard.
Neguse travaille au cabinet d'Andrew Romanoff, président de la Chambre des représentants du Colorado jusqu'en 2008, date à laquelle il est nommé régent de l'université du Colorado par le Parti démocrate.
En novembre 2014, il est candidat au poste de secrétaire d'État du Colorado mais est battu par Wayne Williams. En juin 2015, il est nommé par le gouverneur John Hickenlooper au poste de directeur exécutif du Département des agences de régulation du Colorado (DORA).
Il démissionne de cette fonction en 2017 pour lancer sa candidature à un siège de représentant lors des élections de novembre 2018. Il est élu en obtenant 60,3 % des voix et entre en fonction le 3 janvier 2019 lors de l'ouverture du  116e congrès des États-Unis. Il succède à Jared Polis, élu gouverneur de l'État. Il est réélu en 2020, 2022 et 2024.